# Narcisse Poirier
 (août 2020).
- Si vous ne connaissez pas le sujet, laissez ce bandeau (vous pouvez alors contacter les auteurs).
- Si vous supprimez le contenu mis en cause (vous pouvez préalablement contacter les auteurs),

argumentez précisément cette suppression dans la page de discussion
(un manque de référence n'est pas un argument ; une recherche réelle de référence doit avoir été effectuée, être formellement documentée).
 (mars 2021).
Si vous disposez d'ouvrages ou d'articles de référence ou si vous connaissez des sites web de qualité traitant du thème abordé ici, merci de compléter l'article en donnant les références utiles à sa vérifiabilité et en les liant à la section « Notes et références ».
Pour les articles homonymes, voir Poirier (homonymie).
Narcisse Poirier, né le 19 mars 1883 à Saint-Félix-de-Valois (Québec) et mort le 3 avril 1984, est un artiste-peintre québécois.

## Biographie
À seize ans, il s'inscrit au Conseil des arts et manufactures de la Province situé dans le Monument-National à Montréal Il suit les cours d'Edmond Dyonnet, Joseph Saint-Charles, Alfred Laliberté, Henri Hébert et Elzéar Soucy. En 1920, il va perfectionner son art à l'Académie Julian de Paris en compagnie de son ami le peintre Rodolphe Duguay. Rapidement il se rend en Italie, puis en Angleterre. Son séjour européen est de neuf mois en tout.
En 1922, le gouvernement du Québec achète une de ses toiles. De 1925 à 1928, il expose à la Royal Canadian Academy et à la Galerie Morency. Il participe à plusieurs expositions chez le sculpteur Alfred Laliberté. Pendant 25 ans, il expose ses œuvres au Musée des beaux-arts de Montréal. Il est honoré de plusieurs prix et mentions en raison de son style particulier. Par exemple, en 1932, sa toile Le temps des sucres reçoit le premier prix de l’exposition du Musée des beaux-arts de Montréal.
Il a peint des tableaux religieux. On trouve certaines de ses toiles dans les églises de Saint-Félix-de-Valois, de Saint-Eustache, de Notre-Dame-du-Très-Saint-Sacrement (Montréal) et de Rivière-du-Loup.
La plupart de ses œuvres exaltent la beauté du Québec. Peintre réaliste, membre du groupe « les peintres de la Montée Saint-Michel », il n'a pas suivi les courants de la peinture moderne. c'est d'ailleurs dans ce contexte qu'il laissa chez l'artiste Jean Viens, un grand ami, les meilleurs souvenirs dans son habileté à peindre des natures mortes.
À l’âge de huit ans il dessine déjà les portraits de visiteurs à la maison familiale. À seize ans, il décide d’aller tenter sa chance à Montréal. Il s’inscrit au Monument-National où il reçoit l’enseignement d’Edmond Dyonnet. En 1901, Dyonnet était âgé de quarante-deux ans. Il était né en France et sa famille avait émigré au Canada en 1875. Le Conseil des arts et manufactures de la Province de Québec était le seul institut à donner une solide formation artistique à qui désirait devenir peintre ou sculpteur. Des artistes talentueux, dont certains comme Joseph Saint-Charles, J.Y. Johnston et Edmond Dyonnet qui avaient fait leurs études en Europe, enseignaient les différentes disciplines. En 1920, Poirier va se perfectionner à l’Académie Julian de Paris et en Italie en compagnie de l’un de ses meilleurs amis, le peintre Rodolphe Duguay.
Après son retour d’Europe, en 1922, le gouvernement du Québec lui fait l’honneur d’acheter l’une de ses toiles, La vieille maison d’Henri IV, peinte dans la région parisienne. De 1925 à 1928, il expose à la Royal Canadian Academy ainsi qu’à la Galery Morency et participe aux expositions de groupe chez le sculpteur Alfred Laliberté. Pendant 25 ans, Narcisse Poirier expose ses œuvres au Musée des beaux-arts de Montréal. En 1932, sa toile Le temps des sucres mérite le premier prix de l’exposition du Musée des beaux-arts de Montréal et est reproduite en 1940 en première page du supplément-magazine de La Presse.

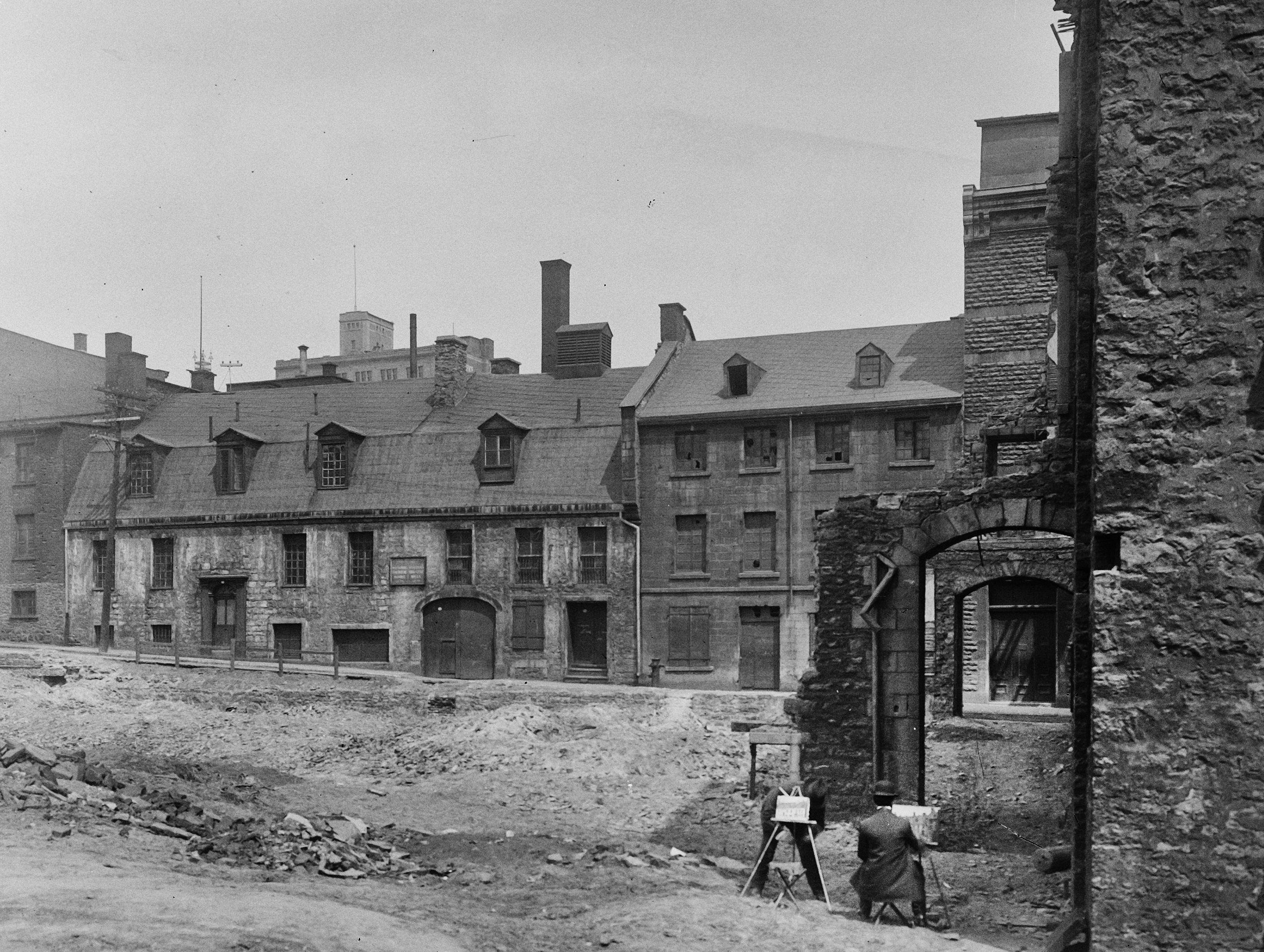
Photographie d'Edgar Gariépy, Narcisse Poirier et Joseph Jutras, artistes peintres en train de peindre la vieille Maison Lacroix, rue Saint-Jean-Baptiste, Montréal 9 juillet 1914

Narcisse Poirier, tout comme son collègue et ami Georges Delfosse, a peint des tableaux religieux. On trouve certaines de ses toiles dans les églises de Saint-Félix-de-Valois, de Saint-Eustache, de Notre-Dame-du-Très-Saint-Sacrement (Montréal) et de Rivière-du-Loup.
La plupart de ses œuvres expriment le charme de nombreuses régions du Québec. On l’a vu souvent en compagnie de Suzor-Côté et de Clarence Gagnon parcourant la région de Charlevoix. En 1970, il expose à l’ambassade du Canada à Washington et reçoit les éloges du critique d’art du Washington Star.
En 1975,  le Centre culturel de Verdun présente une rétrospective de ses toiles sous la présidence d’honneur du ministre des affaires culturelles du Québec.
Peintre réaliste, membre du groupe «les peintres de la Montée Saint-Michel», il a résisté à la poussée envahissante de la peinture moderne. Il a su demeurer lui-même avec sa conception personnelle de la peinture qu’il résume ainsi. : «J’ai toujours travaillé d’après nature tout en faisant de la poésie avec la nature… je n’ai pas voulu m’en tenir à la photographie, ni faire de l’impressionnisme…j’ai toujours eu le désir de perpétuer le Québec de jadis dans mes toiles».
Narcisse Poirier est décédé le 3 avril 1984 à l’âge de 101 ans. Il a légué aux québécois et aux canadiens un héritage d’une grande valeur.

### Poirier et La Montée Saint-Michel
Les peintres de la Montée Saint-Michel à Montréal tirent leur nom de la Montée Saint-Michel, chemin qui est devenu la rue Papineau et qui, de l’avenue Mont-Royal, conduisait vers cet autre chemin appelé maintenant boulevard Crémazie. À cette encoignure se trouvait alors et se trouve encore le domaine de Saint-Sulpice.
Recherchée pour ses boisés et ses décors champêtres, la Montée Saint-Michel a attiré de nombreux artistes peintres montréalais. Au début du siècle, il n’était pas rare d’y rencontrer les peintres Dyonnet, Saint-Charles, Delfosse, Franchère, Suzor-Côté, Adrien Hébert, Émile Vézina ou Cullen. Les peintres de la Montée Saint-Michel formaient un groupe initié par Ernest Aubin dont faisait partie Narcisse Poirier et qui y a été fidèle pendant plus de trente ans (1907-1936).
Le milieu intellectuel francophone des années 1920 était encore tiraillé entre le respect de la tradition et l’ouverture à la modernité. Face à une réflexion imprégnée de philosophie et de théologie catholiques et de principes juridiques, tente de s’imposer une pensée s’appuyant sur la raison et la science.
Le phénomène est particulièrement notable avec l’essor d’un véritable mouvement, qui permet l’émergence d’une nouvelle génération de peintres. Le nationalisme imprègne néanmoins toute la pensée. L’objectif est l’épanouissement du peuple canadien-français, mais les moyens pour y parvenir oscillent entre fidélité à l’héritage de la tradition ou ouverture au monde moderne.
Selon Alfred Laliberté, qui fut professeur de sculpture de Narcisse Poirier, c’est le goût de la peinture et l’amitié qui ont réuni les peintres de la Montée. Ces peintres qui n’avaient pas nécessairement des préoccupations esthétiques communes avaient tous fréquenté le Monument-National. Ils firent de l’Arche (22, rue Notre-Dame), l’atelier situé dans un grenier autrefois habité par Émile Vézina et qui avait déjà abrité le groupe des Casoars, leur lieu privilégié de rencontres.
À cette époque, compte tenu du sous-développement des institutions québécoises, l’une des voies du progrès passe par l’étranger et la France vient au premier rang. Le séjour d’études dans la mère patrie n’est pas une nouveauté, mais il devient de plus en plus fréquent après la Première Guerre mondiale.
L’attribution des Prix d’Europe par le gouvernement québécois permet à un certain nombre de boursiers d’étudier à l’étranger, surtout en France. La France vers laquelle se tournent les membres des élites montréalaises, c’est d’abord la France traditionnelle, celle qui résiste aux idées modernes, de sorte que sa fréquentation n’amène pas toujours un renouvellement de la pensée. Poirier était foncièrement traditionaliste et s’y adaptait très bien. Il pouvait profiter d’un univers intellectuel et culturel nettement plus développé et plus diversifié que le sien et il deviendra à son retour un important agent de changement.
Quant aux peintres de la Montée Saint-Michel, Pépin se plaisait à les qualifier de groupe à part «indépendant».

### L’état de la Société et de la Culture sous Duplessis
À l’époque de Duplessis, la religion catholique est pratiquée par 86 % de la population et tient un rôle important dans la société québécoise. Elle exerce un contrôle social en imposant la censure. Ses convictions sont basées sur la foi, qui impose l’adhésion et le respect. C’est son rôle de dispensateur de services, d’éducation, de soins de santé, de charité et culture, qui la rend indispensable. Cependant, le «baby boom» qui suit la Deuxième Guerre mondiale demande une augmentation des services tels que l’éducation et la santé. L’Église est donc débordée au lendemain de la guerre et elle ne suffit plus à la tâche. De plus, un sentiment de contestation commence à se faire sentir. À partir de 1948, 30 % à 50 % des Montréalais catholiques ne vont plus à l’église. Certains groupes, influencés par le renouveau du catholicisme français, veulent que le clergé cesse de contrôler tous les aspects de la vie sociale et propagent leurs idées. Il y a au sein même de l’Église des tensions entre conservateurs et libéraux. Ainsi, cette période, qui apparaît comme l’apogée de l’Église catholique au Québec, est aussi celle où l’institution commence à manifester des signes sérieux d’essoufflement et d’inadaptation face aux transformations de la société.
Parallèlement à la religion, l’éducation, sous l’Union nationale, connaît de sérieux problèmes. Au Québec, le système d’enseignement public est confessionnel et divisé en deux réseaux autonomes : l’un catholique et l’autre protestant.
Il existe aussi de nombreuses institutions privées parallèles ou concurrentes aux institutions publiques, ce qui crée un système à deux vitesses. Ce n’est qu’en 1942, sous le gouvernement libéral d’Adélard Godbout, qu’une loi rendant l’instruction obligatoire est adoptée. Le problème de sous-scolarisation des francophones est cependant toujours présent. En 1958, 63 % des francophones atteignent la 7e année, 30 % se rendent en 9e et seulement 13 % en 11e, comparativement à 36 % en 11e chez les anglophones.
Le gouvernement du Québec, dirigé par Maurice Duplessis, s’oppose à la montée de l’État-providence, aux luttes syndicales et il est farouchement anticommuniste. Il pratique un nationalisme très traditionaliste et défensif. Il s’appuie d’ailleurs sur une partie de l’élite traditionnelle et sur le clergé pour encadrer la population et véhiculer ses valeurs. D’un point de vue économique, il contribue au développement de la province par l’exploitation des ressources naturelles en favorisant l’investissement américain et canadien-anglais. À ceci s’oppose une volonté d’affirmer l’autonomie provinciale face aux empiétements d’Ottawa. Ce gouvernement, peu enclin aux changements, organisera de sévères répressions contre ceux qui iront contre son idéologie.
C’est dans les années 1940 que la culture commencera vraiment à faire parler d’elle et rejoindre la population. L’enseignement des arts visuels au Québec est très récent. On crée une école d’art à l’Art Association of Montreal, puis on crée l’École du Meuble en 1935. On commence à la fin des années 1930 à donner des cours d’art dans certains collèges comme Brébeuf et Notre-Dame de Montréal.
On fonde[Qui ?], en 1942, l’Institut des arts graphiques de Montréal. L’enseignement donné dans ces institutions est cependant déjà contesté dès les débuts de la Guerre. On le dit trop académique, dépassé et écrasé par les traditions.
C’est dans cet esprit que Paul-Émile Borduas et Alfred Pellan amorceront une révolution culturelle. Pellan, par exemple, entre ouvertement en guerre contre le conservatisme du directeur de l’École des beaux-arts où il enseigne. Cette guerre se soldera par la démission du directeur, Charles Maillard. C’est presque la seule victoire qu’ils obtiendront. En fait, ces deux chefs et rivaux du monde artistique montréalais seront accusés de faire du terrorisme culturel à cause de leur rôle agressif. On dira cependant plus tard de Borduas et du groupe des Automatistes, dont il est le chef, qu’ils sont des artisans d’une révolution qui a secoué temporairement le Québec de son habituelle somnolence culturelle.
Il est vrai que les Automatistes et les partisans de Pellan sont presque plus, sinon plus, exposés à New York et à Paris qu’au Québec.
À la même époque, la littérature québécoise semble être dans une légère torpeur par rapport aux arts visuels. Dans les années 1930, l’essai et le roman du terroir étaient les deux principaux genres littéraires. La poésie commençait légèrement à prendre sa place. C’est cependant la Deuxième Guerre mondiale qui réanimera le monde littéraire québécois. Celui-ci devient, pendant l’occupation de la France par les nazis, le centre littéraire francophone mondial. Ceci amène une grande diversification très profitable pour les écrivains. Il y a cependant une lacune dans la distribution des écrits au Québec car, en 1949, on compte 12 bibliothèques au Québec, dont seulement la moitié sont francophones.
Le gouvernement de Duplessis est conscient du problème, mais il n’agit pas. De plus, la fin de la guerre marque ce que l’on appelle la « période noire » de l’édition au Québec à cause du faible nombre de publications.
L’Église, qui a un rôle à jouer dans chaque domaine de la société, ne fait pas exception pour les arts. Le domaine de l’édition, par exemple, est dominé par des maisons d’éditions religieuses spécialisées dans le manuel scolaire. De plus, les librairies importantes sont souvent proches du clergé. L’Index est toujours en vigueur; l’archevêque de Québec, le Cardinal Villeneuve, interdit le roman Les demi-civilisés de Jean-Charles Harvey en 1934. Harvey est d’ailleurs renvoyé du journal Le Soleil où il était rédacteur en chef, après que la publication de son livre ait fait scandale. Dans le domaine des arts visuels, le clergé prône les représentations religieuses en sculpture et l’art figuratif et traditionnel.
Le gouvernement actuel du Québec a des politiques culturelles. Il ne faut cependant pas s’imaginer qu’il en a toujours été ainsi. Maurice Duplessis était lui-même amateur de peinture et de musique. Il avait une collection de tableaux. Bien que moderne, sa collection ne comprenait cependant aucune œuvre contemporaine. L’art canadien-français, quoique peu présent, représente le peuple, le pays, le monde rural. Bref, la collection d’œuvres d’art de Duplessis est à l’image de ses idéologies, c’est-à-dire conservatrice, et l’on comprend pourquoi il n’a pas cautionné les artistes contemporains québécois qui ont tenté de révolutionner l’art.
C’est au gouvernement du Québec que revient l’ultime responsabilité du milieu des beaux-arts. Celui-ci se contente cependant de faire preuve d’indifférence, sans aider ni nuire. Il n’agit pas dans le domaine culturel uniquement parce qu’il n’y voit aucun avantage pour l’Union nationale. Cependant, la nomination du très conservateur Charles Maillard qui tombe en 1945 à la suite d'une guerre entre lui et Pellan à la direction de l’École des beaux-arts de Montréal est, pour certains, l’expression par excellence du duplessisme culturel, c’est-à-dire du conservatisme et du désir de statu quo.

### Poirier face au Refus Global
Au Québec, les décennies 1940-50 et 1950-60 sont caractérisées par l’après-guerre et par le long règne de Maurice Duplessis et de son parti, l’Union Nationale. Dans le cadre politique et social des années 1940 à 1960, des intellectuels, des artistes, des syndicalistes et des hommes politiques dénoncent le climat idéologique étouffant, qualifié de grande noirceur. On a, en effet, assisté à une affirmation de l’art au Québec mais, notamment par la répression du gouvernement autour de la publication du Refus Global, les artistes ont dû attendre les années 1960 pour accomplir leur révolution culturelle.
Au cours des années 1940, un groupe de jeunes artistes s’est formé autour du peintre Paul-Émile Borduas. On leur attribue, en 1947, le nom d’Automatistes à la suite d'une exposition. Ces artistes sont des peintres, des sculpteurs, des écrivains, des danseurs, des acteurs et des photographes. Le mouvement se définit comme suit: l’Automatisme, c’est en somme le refus de l’académisme et de toutes contraintes, c’est le règne de l’imagination instinctive et de l’impulsion créatrice; en peinture, c’est particulièrement la possibilité de créer des sensations nouvelles par le jeu des couleurs sous l’effet du subconscient; dans la vie, c’est la liberté, la spontanéité, le dynamisme.
Les jeunes Automatistes ont envie de faire une manifestation plus bruyante et ressortent la vieille idée du manifeste. De plus, Riopelle, de retour de Paris, réclame lui aussi une telle œuvre. On peut observer quelques signes avant-coureurs du radicalisme des Automatistes puisque ceux-ci se retirent de la revue Les Ateliers d’art graphique et de la Contemporary Art Society, et donc s’isolent. Finalement, Borduas rassemble 15 années de réflexions sur l’art et compose le texte maître du Refus Global qui est publié en août 1948.
Le manifeste est un livre très virulent. Comme son titre l’indique, les signataires veulent une rupture totale avec la société traditionnelle, rupture par opposition à continuité mais aussi à évolution. On veut donc changer radicalement du tout au tout. Borduas y dénonce l’autoritarisme du clergé et du gouvernement. Il revendique une totale liberté dans l’art et aussi dans la vie. De plus, il donne sa propre définition de l’art, dicté par l’inconscient et auquel il oppose la spontanéité aux contraintes.
La publication du manifeste provoque une vive réaction de la part des médias. Certains journalistes condamnent automatiquement le livre en défendant les valeurs clérico-nationalistes. Cette réaction est plus une critique aveugle qu’un partage d’opinion. Le journaliste Gérard Pelletier du Devoir adopte, lui, une position nuancée sur le sujet. Il accepte la critique sociale du manifeste. Il est cependant en désaccord avec tout ce qui touche la question religieuse puisqu’on remet en cause le catholicisme même et que Pelletier est croyant et tient l’existence de Dieu comme une vérité absolue. Il s’oppose aussi au dogmatisme du Refus Global. Créant le scandale, les journaux en viendront finalement à se taire, laissant les Automatistes sans voix pour se défendre.
Le gouvernement duplessiste a fortement réagi à la publication d’un tel livre. Se sentant menacé dans ses plus profondes convictions, à la base même de son gouvernement et dans ses idéologies, l’Union nationale prend des mesures radicales pour contrer ce vent de révolte. Pour Duplessis, l’art nouveau tel que prôné par les artisans du Refus Global va à l’encontre de toute tradition et de tous sentiments religieux, ce qui est inacceptable. Tout d’abord, Borduas est renvoyé, par décret ministériel, de son poste d’enseignant à l’École du meuble. Cela donne aux Automatistes une occasion de riposter contre les attaques dont ils sont les victimes. Cependant, agissant subtilement, le gouvernement utilise son pouvoir pour contrôler la presse et ainsi bloquer les Automatistes dans leur riposte.
Le Refus Global a beaucoup d’ennemis dans le gouvernement, le clergé et les médias. Il a aussi ses opposants dans le domaine artistique. Alfred Pellan publie le manifeste Prisme d’Yeux, en février 1948, six mois avant le Refus Global. Le manifeste de Pellan est opposé à celui de Borduas sur plusieurs points. Par exemple, Pellan refuse de former un groupe précis avec un chef. Il prône l’individualisme et il ne se ferme pas à la peinture d’inspiration traditionnelle. Ce texte n’a pas été écrit directement contre Borduas et son groupe mais on sent très bien qu’il y avait un désir de montrer leurs différences et leur désaccord avec les Automatistes. C’est donc dire que le milieu artistique n’est pas unanime.
Le succès du Refus Global est éphémère. En fait, il ne dure que deux mois. Évidemment, la riposte du gouvernement et le refus des journaux de publier les lettres des artisans du manifeste en réponse à l’oppression dont ils sont victimes y sont pour beaucoup. De plus, la rétrospective de l’œuvre de Borduas prévue à l’Université de Montréal est annulée. On veut vraiment les faire tomber dans l’oubli.
Après la publication du manifeste, le groupe des Automatistes se dissout. La répression décourage les artistes, mais quelques problèmes internes montrent que le groupe ne serait probablement pas resté encore longtemps uni. Borduas essaiera tout de même de réunir le groupe à nouveau, mais il ne retrouvera jamais tout le monde, ni la passion qui animait autrefois les Automatistes.
Toute cette épopée n’a cependant pas eu vraiment d’effet sur la population. En effet, à cette époque, le domaine des arts visuels était surtout réservé à l’élite intellectuelle. Si les journaux n’avaient pas dénoncé le manifeste, paru seulement à 400 exemplaires, presque personne n’aurait entendu parler du livre. De plus, comme l’affaire a été vite étouffée par le gouvernement, les dénonciations, sous la rubrique littéraire des journaux, ont vite cessé. Les Automatistes n’ont pas réussi à capter l’attention de la masse.

### Les conséquences du refus global
L’étouffement qu’a provoqué le gouvernement a touché personnellement plusieurs artistes signataires du manifeste. Le principal touché est évidemment Borduas. Celui-ci perd son travail d’enseignant après 15 ans de combat et d’acharnement et se retrouve à la rue avec sa famille. Il doit donc s’exiler, d’abord à New-York, puis à Paris où il mourra en 1960. Sa déception se lit d’ailleurs dans les tableaux qu’il peindra par la suite à Paris. Il n’est cependant pas le seul à s’exiler. Riopelle, Leduc, Ferron, Maltais et même Pellan vont à Paris.
Seize d’entre eux signeront le manifeste du Refus Global. C’est Borduas qui signe le texte principal, mais d’autres artistes collaborent à la rédaction du livre.
Formé en 1943, le groupe qui publiera le Refus Global se réunit régulièrement à partir de 1944. Leurs réunions suscitent le goût d’organiser une action cohérente et bruyante, pour forcer la mentalité sociale dominante de l’époque, bien installée dans son conservatisme ankylosé. À ce propos, le peintre Fernand Leduc est le premier à proposer l’idée d’un manifeste, après quelques expositions relativement bien accueillies en 1947.
La répression a laissé un sentiment d’impuissance aux artistes du domaine des arts visuels au Québec et ils ont l’impression qu’ils doivent s’exiler pour réussir. Borduas dira d’ailleurs que les représailles ont soulevé beaucoup de peur morbide, de suspicion et de lâcheté (n’était-ce d’ailleurs pas exactement le résultat espéré par les “autorités”?).
Les Automatistes n’ont pas complètement raté leur but avec la publication du Refus Global. En effet, ils ont laissé un gros héritage aux peintres québécois. C’est seulement après le manifeste qu’on a vu l’émergence du mouvement non-figuratif, art abstrait. Borduas en avait fixé les bases dans une définition : «Nous entendons par abstraction l’effort personnel pour projeter au-dehors un singulier né de l’esprit et qui ne rend ses comptes qu’à l’esprit particulier qui l’a fait naître». Le mouvement non figuratif profite donc, dans les années 1950-60, du combat perdu par les Automatistes. Ils évolueront cependant en deux groupes distincts. Vers la fin des années 1950, 90 % des expositions montréalaises montreront des œuvres non-figuratives.
Dans les années 1950, deux mouvements issus de Borduas et ses amis s’opposeront : l’automatisme et le géométrisme. Celui-ci découle cependant pour certains d’un travail automatique auquel on a voulu ajouter un peu de rigueur. À cette époque, cependant, tout n’est pas aussi opposé que dans les années 1940. Ainsi, les Plasticiens, partisans du géométrisme, peuvent aussi donner dans l’automatisme et vice-versa. De plus, on assiste à un renouveau de la peinture figurative qui, elle aussi, tend à se confondre avec son opposé, le non-figuratif.
À l’époque, l’extraordinaire passion qu’il avait allumée à propos de la peinture débordait maintenant sur la poésie, le théâtre, la danse, tout l’art et toute la vie. Le Refus Global a en effet marqué plusieurs domaines dont la littérature. Alors que, généralement, dans l’histoire, c’est la littérature qui était avant-gardiste et qui menait les révolutions artistiques, au Québec, c’est la peinture qui a mené la littérature à faire le changement et la modernité. Il est vrai que l’écriture a été nécessaire aux Automatistes qui n’auraient pas aussi bien fait passer leur message s’ils s’étaient contentés d’organiser des expositions. Quoi qu’il en soit, bon nombre d’essais dénonçant la stagnation de la culture ont été rédigés par la suite.
Le groupe Automatiste a été formé par des jeunes réunis autour de Borduas. Ceux-ci ont donc continué à évoluer dans le domaine artistique. Ceux qui ont le mieux réussi par la suite sont Riopelle, Leduc, Ferron, Pierre Gauvreau et Mousseau, dont on a pu voir une rétrospective au Musée des beaux-arts de Montréal en 1997 et à qui l’on doit la décoration de la station de métro Peel. Françoise Sullivan s’est aussi illustrée en danse et Claude Gauvreau a poursuivi une carrière controversée de poète et dramaturge. Bref, les Automatistes ne sont pas morts à l’automne 1948.
Au cours des années 1950, les artistes vont poursuivre la révolte amorcée par Borduas et Pellan; ils continuent à vouloir s’affirmer. Certains se réunissent dans la Société des arts plastiques fondée en 1955. Ils veulent une plus grande solidarité entre artistes, améliorer la diffusion de leur art, aller chercher une aide financière du gouvernement, créer une collection permanente et se départir du complexe d’infériorité dont souffrent les artistes  québécois face à l’étranger. Ils seront fin prêts pour la Révolution Tranquille.
Ce n’est qu’en 1959 qu’un musée, le Musée des beaux-arts, expose les œuvres des jeunes signataires et les textes du Refus Global. Il faudra attendre 40 ans avant qu’une bibliothèque porte assez d’attention à cet écrit pour exposer les textes, dessins et photos qui constituent le manifeste en entier. La répression du gouvernement duplessiste a donc tenu longtemps le manifeste dans l’oubli.

### Conclusion
Une révolution culturelle a bien été amorcée pendant la période de «grande noirceur», c’est-à-dire de 1945 à 1960. Cette révolution, dirigée par les Automatistes et les apôtres du non-figuratif, a été durement réprimée par le gouvernement de Maurice Duplessis, entraînant l’exil de certains artistes. Cependant, cette révolution avortée a frayé le chemin aux artistes de la fin des années 1950 et des années 1960, juste à temps pour la Révolution Tranquille. Il est cependant permis de se demander ce qui se serait passé si le gouvernement n’avait pas réagi à la publication du Refus Global. La population, majoritairement conservatrice et souvent peu scolarisée, n’aurait peut-être pas été prête à ce changement, à cette nouvelle forme d’art. Quoi qu’il en soit, l’art a beaucoup évolué sous Duplessis et ce, malgré ce manque d’intérêt général de la part du gouvernement et un soulèvement écrasé. Il est évident que, en comparaison avec l’explosion artistique de la Révolution Tranquille, les années 1940-50 font figure de grande noirceur. Cependant, lorsque l'on regarde le passé historique de l’art au Québec, on se rend compte que les artistes québécois n’ont jamais été aussi actuels que durant cette période.
Bien sûr, ces Peintres de la Montée Saint-Michel et leurs contemporains se sont côtoyés à différentes périodes de leur vie, quelques-uns en amis plus ou moins proches, d’autres par le fait qu’ils étaient peintres d’une même époque, mais tous avec la même passion pour leur art. Lorsque l’on regarde aujourd’hui plusieurs de leurs œuvres, on sent une complicité marquée; on peut vivre cette époque à travers leurs tableaux. 
Les musées et les collectionneurs placent ces artistes à différents niveaux aujourd’hui. La contribution de ces artistes montréalais est importante, d’autant plus lorsque mises en relation avec des tableaux d’artistes canadiens que l’on retrouve dans les musées. Le rassemblement de la production de ces peintres permettrait de mieux apprécier l’histoire, la diversité, la profondeur et la continuité du milieu artistique montréalais dans les années 1900-1970. De 1890 à 1913, Montréal connait la période de croissance la plus exceptionnelle et l’une des plus remarquables de son histoire. Les Montréalais vivent au rythme d’une expansion presque continue qui change la physionomie de la ville et de ses artistes qui nous la représente dans leurs œuvres. Véritable ruche, Montréal passe du quart de million d’habitants en 1890 et dépasse le demi-million en 1910. Plusieurs d’entre eux venaient d’Angleterre, d’Irlande, de l’Europe de l’Est, de la Pologne, de la Russie, de l’Ukraine ainsi que plusieurs Juifs suivis d’Italiens et de Grecs venus s’installer dans ce que l’on appelait le Quartier de la Montée Saint-Michel. Une telle croissance démographique s’est évidemment reflétée dans l’espace en provoquant une extension considérable de la zone urbaine. De nouveaux quartiers ont surgi et transformé le paysage des Montréalais. Chacun de ces artistes qui les habitent a une personnalité distincte de par leurs origines et nous représente à leur façon la vision de cette époque riche en couleurs et en émotions.
Le vieux Montréal n’est plus le cœur de l’activité d’import-export mais devient un centre-ville : on y construit des édifices de dizaine d’étages, la migration du commerce au détail se déplace vers la rue Sainte-Catherine, le tramway étend sans cesse son réseau. Dans les quartiers résidentiels, le duplex devient la forme dominante d’habitation.
En 1910, la croissance s’essouffle et fait place à la récession. À la fin de la Guerre, les peintres sont toujours au rendez-vous et la vie continue. Dans les années 1920, après plusieurs problèmes d’ajustement et une fois le choc passé, la vie renoue avec la croissance et se termine par la grande crise des années 1930.
Les années 1940 font place à l’existence idéologique religieuse, gouvernementale, multiculturelle, au régionalisme et à l’internationalisme, au rattrapage et à la modernité, à l’apparition des discours critique et directionnelle.
Ces années ont pour leur part fait l’objet de la domination des groupes anglophones au Canada. La formation du champ des arts visuels semble tributaire de cette seule réalité et tient peu compte de la production québécoise. L’omniprésence de cette situation a fait oublier leur existence tout simplement parce que les artistes n’étaient pas en synergie avec ce mouvement alors qu’ils sont toujours au travail.

### L’atelier de L’Arche fondé en 1904
Les peintres de la Montée St-Michel furent le dernier groupe, en 1929, à habiter l’atelier de L’Arche. L’Arche était située à l’actuel 26-28 rue Notre-Dame Est, dans le Vieux-Montréal. Elle a abrité peintres, poètes, musiciens, écrivains, comédiens, intellectuels et, bien sûr, Narcisse Poirier et les peintres de la Montée St-Michel.   
Tout a commencé pour Narcisse Poirier en 1922, quand Ernest Aubin avait son atelier au magasin  Desmarais & Robitaille, au 60 Notre-Dame Est, l’actuel site de Galerie 2000. Aubin apprend alors que L’Arche est vacante et, en compagnie d’Élisée Martel, entreprend de louer cet atelier pour plusieurs années. Un de leurs confrères, Joseph Jutras, les y rejoindra ainsi que Narcisse Poirier, Jean-Onésime Legault, Onésime-Aimé Léger, Octave Proulx et Jean-Paul Pépin. Ils seront donc huit à occuper l’atelier.
Aubin fait part à ses confrères d’un coin de nature pour lequel il n’a que des éloges, au nord de Montréal, vaste boisé semé d’étangs, de ruisseaux et de fermes. Ce territoire débutant à la Côte de la Visitation (aujourd’hui le Boulevard Crémazie) s’étendait jusqu’à la rivière des Prairies et était délimité entre la rue Saint-Hubert et la Montée Saint-Michel. C’est cette dernière voie d’accès que nos peintres privilégient pour se rendre à leur lieu de prédilection et qui servira à désigner à la fois le domaine et le groupe qui le fréquente.
Jutras disait: « N’est-il pas agréable, par une belle journée ensoleillée, de parcourir les routes à pied, à la recherche de paysages. Une langueur de rêve s’empare de vous et vous regardez à droite et à gauche, scrutant l’horizon, les prés et surtout ces belles maisons de pierre qui ressemblent aux vieilles de chez nous, car elles aussi ont un cœur. » Les peintres, à cette époque, étaient déjà soucieux de protéger leur patrimoine.
Les randonnées du groupe des huit à la Montée St-Michel se faisaient par deux, trois ou quatre. Pépin y a entraîné Marc-Aurèle Fortin, Legault  y a initié Francesco Iacurto, Iacurto invita Joseph Giunta et Umberto Bruni. Poirier et Jutras étaient quant à eux des inséparables. Poirier a aussi fait découvrir la Montée à Rodolphe Duguay alors que Jutras y accueillit Maurice Le Bel.
L’Arche, un atelier qui n’a pas eu son semblable dans le Montréal du premier quart du XXe siècle.

### La peinture religieuse
Comme plusieurs de ses prédécesseurs, certains de ses maîtres et amis, Narcisse Poirier a peint des tableaux d’églises. D’abord, en compagnie de Suzor-Coté et, plus tard, à son propre compte. Les premiers, il les a vraisemblablement faits dans les années 1920 à 1930. Quant aux autres, ils auraient été produits au cours de la crise économique, les fabriques procurant ainsi du travail aux artistes peintres du Québec.
On trouve certaines de ses toiles dans les églises de Saint-Félix-de-Valois, Saint-Eustache, de Notre-Dame-du-Saint-Sacrement à Montréal, à Rivière-du-Loup et dans plusieurs autres églises.
Narcisse Poirier est un peintre remarquable. Artiste de métier, il continuait de s’attaquer à ces formes d’expression bien après que la majorité des peintres eurent cessé de les pratiquer et qui n’étaient plus à la mode, la mode en art étant d’ailleurs bien changeante, de là toute l’importance de l’œuvre de Poirier. Toutes ses années de travail nous rapportent aujourd’hui la vision que nous ne pourrions avoir autrement, son entêtement au traditionalisme nous transpose un monde qui n’existe plus.
Dans le ciel de Saint-Félix-de-Valois s’élancent deux clochers à double lanterne, couverts par des coupoles. Ces clochers au tambour octogonal qui pénètre dans une base carrée sont typiques de l’architecte Victor Bourgeau, à qui est attribuée la construction de l’Église érigée en 1854. Dominant le fronton triangulaire, la statue du saint patron de la municipalité veille aux destinées des paroissiens.
Ouvert au culte en 1856, le temple a été agrandi en 1894, sous les auspices de Monsieur le curé Pierre Pelletier. Celui-ci, soucieux de la décoration de son église, a commandé au peintre Georges Delfosse les deux tableaux qui ornent toujours le chœur. L’un représente la Sainte-Famille et l’autre Saint Félix de Valois.
Sur l’initiative de monsieur le curé Arthur Hamel, des améliorations furent apportées à l’église et au presbytère en 1923. Cette restauration valut à Narcisse Poirier la commande de deux tableaux. Accrochées de chaque côté du maître-autel, ces œuvres sont venues rejoindre celles de celui dont il fut autrefois l’élève.
Elles furent bénies solennellement à l’ouverture des Quarante Heures en septembre 1923. La première représente Notre Seigneur arrivant à la bourgade d’Émmaüs, accompagné de deux disciples (dont l’un serait Cléophas, patron de la paroisse issue de St-Félix), la seconde donne à voir Notre Seigneur entouré de petits enfants.
Le renouveau architectural qui se produit dans l’architecture religieuse au Québec dans les années 1820-1850 opère un changement notable dans le décor intérieur des églises. Cependant, la tradition de représenter des épisodes de la vie publique de Jésus de Nazareth se perpétue. Souvent, elle s’inspire de gravures d’art religieux tirées de revues européennes d’art ou d’œuvres amenées ici. Les toiles de Narcisse Poirier ne feront pas exception à cette coutume.
Le premier tableau raconte l’apparition de Jésus à deux disciples après sa résurrection. L’événement se produit à proximité du bourg d’Émmaüs situé au nord de Jérusalem et nous a été enseigné par l’Évangile selon Saint-Luc. Diverses versions ont été exécutées par des artistes européens. Mentionnons : Le Titien, Véronèse, Le Caravage, Le Nain et Rembrandt qui en fit un de ses thèmes préférés.
Si le thème de Jésus laissant venir à lui les petits enfants est tout droit issu du Nouveau Testament, il semble que ce sujet ait été beaucoup moins exploité par les artistes. Narcisse Poirier a su rendre avec bonheur l’esprit de cette scène bien connue.
Exécutées dans une gamme chromatique sobre, les images peintes de Narcisse Poirier sont composées selon les lois de la perspective linéaire. Dans les deux œuvres le peintre a incarné le Christ en un personnage principal qui occupe l’avant-plan ou l’espace central du tableau alors que les nuages viennent estomper le fond donnant au ciel une échelle céleste. Les vêtements de Jésus s’imposent par la perfection d’un modelé et l’utilisation de couleurs claires en même temps qu’ils instaurent un programme harmonieux avec les autres plages colorées. Les éléments iconographiques tels le bâton du pèlerin, la branche de laurier et les couleurs tel le blanc utilisé pour les vêtements des enfants sont empruntés à un lexique religieux depuis longtemps établi. Les vêtements et l’architecture réfèrent à des modèles répandus dans l’imagerie chrétienne.
Narcisse Poirier a passé de nombreuses heures dans la sacristie de l’église Saint-Félix-de-Valois à fignoler ses toiles. Il a, à l’occasion, collaboré avec Suzor-Côté dans le cadre de quelques commandes religieuses occasionnées par la décoration d’églises.
Ce sentiment intense de la fragilité des choses et ce pouvoir de les figer par l’éternelle réalité de l’art est sans doute ce qu’il y a de plus grand et ce sentiment est au cœur de l’œuvre de Poirier.
Le catholicisme constitue encore une des forces idéologiques et socioculturelles dominantes à cette époque. Il est marqué à la fois par l’intellectualisme et par une volonté de conservation qui valorise la langue française. Poirier fait partie intégrante de cette école de pensée. Une tradition au sein d’une culture rurale. Il s’agit de protéger ces valeurs et de se protéger contre le modernisme, l’individualisme, l’américanisme et la technologie manufacturée. Il ne voulait pas faire de la photographie.
L’orientation vers un art inspiré par les mouvements de l’art nouveau et du symbolisme est combattu au profit d’une production qui s’inspire du terroir. Ce mouvement conservateur doit tenter de s’imposer, car il est contrecarré quotidiennement par la culture de masse, les forces économiques, démographiques et culturelles qui amènent des changements au Québec. L’esprit religieux, le nationalisme, le régionalisme, le terroir, en littérature et en art, sont dénoncés et combattus par les éléments actifs de la population qui refusent de se définir en ces termes.
Les artistes qui se sont regroupés sous le nom de Peintres de la Montée Saint-Michel ont mis en place un marché de l’art qui se tissera en filigranes tel qu’il fut conçu.
La décoration intérieure du Sanctuaire du Saint-Sacrement rappelle la vocation d'origine du lieu et soutient son utilisation actuelle. Dans l’emploi d’arts variés et dans l’appel à la complémentarité de plusieurs artistes, la peinture, la sculpture, le verre, la pierre, le bois, les métaux et la lumière s'expriment en convergence vers l’adoration du Saint-Sacrement. Ainsi, l’ensemble de la décoration s’articule selon une recherche de mise en valeur de la présence de Dieu qui s’offre dans l'eucharistie. L’essentiel ne figure pas dans le détail d’une œuvre, mais davantage dans l’unité de la thématique exprimée.
En juin 1915, Georges Delfosse (1869-1939) décore la haute nef et le chœur du sanctuaire.
En 1937, Narcisse Poirier, peint seize médaillons sous les deux niveaux de tribune ainsi que seize éléments décoratifs sur le haut des murs de la nef centrale.

### Poirier et le paysage
La peinture de paysage est une tradition depuis longtemps implantée au Québec. Depuis les débuts de la colonie, tous les artistes ont puisé à la nature sans jamais en épuiser les sources d’inspiration. Qu’il s’agisse des premiers peintres missionnaires français ou des peintres anglais venus ici après la conquête, tous ont senti le besoin d’interpréter, de transposer leur vision de la nature sur le canevas. Narcisse Poirier a été à ses heures un de ces paysagistes de plein air qui en ont représenté divers aspects.
Poirier a parcouru presque toutes les routes de l’île de Montréal. La Montée Saint-Michel a été un témoin privilégié de ses excursions. Les Laurentides, Mastigouche et Charlevoix l’ont également inspiré. On lui connaît plusieurs paysages peints sur le motif alors qu’il était en villégiature dans ces régions.
Il s’est toujours défendu de faire de la peinture impressionniste. Il voulait, disait-il « faire de la poésie avec la nature ». Si parfois on lui reconnaît des influences de l’école française de Barbizon, nous les devons probablement à son séjour en Europe ainsi qu’à une formation héritée de son maître Henri-Paul Royer, peintre de genre, portraitiste et paysagiste avec qui il étudia à l’Académie Julian.
Poirier a peint des œuvres tranquilles, des paysages purs où la nature tient le premier rôle. Il nous a légué des formats rectangulaires où prédominent, selon la saison, les ocres, les terres, les bruns des coloris d’automne, alors que les gris, les bleus dominent dans les paysages de neige. Ici une rivière nous fait pénétrer dans le paysage et nous y oriente.
L’art du paysage a été une source de revenus pour le peintre. Mgr Maurault raconte que Narcisse Poirier, à l’occasion de ses pèlerinages à la Montée Saint-Michel, trouvait moyen de faire des heureux sur le chemin du retour. Des paysages frais peints étaient vendus sur place et même si son travail a dépassé les frontières et plusieurs de ses tableaux furent vendus aux États-Unis.
Poirier exposait depuis 1912, il a participé à une quarantaine de salons de sociétés artistiques et à plusieurs expositions solo et de groupe au Canada et à l’étranger

### Le paysage habité
L’art du paysage reflète souvent les signes d’une culture spécifique. Marqués historiquement ou sociologiquement, les tableaux expriment alors sous différents aspects les rapports entre la nature et la culture. Au Québec, ces liens ont souvent été créés dans des scènes où l’habitation, l’institution religieuse et l’industrie artisanale tiennent les rôles principaux. Qu’il s’agisse de paysages urbains ou de vision rurales, la nature cède alors le pas à la culture.
Narcisse Poirier fait partie des peintres qui ont été soucieux de dépeindre leur environnement, leur histoire, leur patrimoine. Illustrant ce qui est parfois devenu un monument historique, ses tableaux témoignent d’une architecture révolue et d’un mode de vie qui évoque un autre âge.
Certains auteurs ont écrit que l’artiste avait le culte des vieilles maisons. On a également dit que ce culte lui venait de son professeur et collaborateur Georges Delfosse. De son séjour en Europe, il a ramené des souvenirs qu’il a traduits dans des œuvres telles : La maison de Mimi Pinson (œuvre tirée de la littérature française de la fin du XIXe), Maison Henri IV (œuvre achetée par le gouvernement du Québec), Palerme (témoignage d’archétypes antiques).
De ses promenades dans la campagne québécoise il a retenu les sites pittoresques reproduits dans Moulin Isle-aux-Coudres, Moulin de Verchères, Petit moulin St-Félix-de-Valois. On connaît l’affection particulière que portait aux vieux moulins ce fils de meunier qui avait exercé sa profession à Saint-Félix-de-Valois. Les humbles maisons de campagne auront alimenté son travail et donné lieu à des visions joyeuses de basse-cour picorant en toute liberté autour des bâtiments. Regarder ces tableaux, c’est se souvenir non seulement d’un site pittoresque, c’est aussi s’imprégner d’une atmosphère. Parfois des animaux, des habitations, des rochers ou quelques composantes humaines viennent ponctuer les plans sans bouleverser l’aspect de ces images.
Narcisse disait: « Je ne peux pas m’arrêter à voir des choses que je ne peux pas comprendre. Je fais surtout de l’ancienne peinture, d’après nature, sérieuse, pas impressionniste. Je suis resté dans mon ancienne manière plutôt, tout en l’améliorant naturellement. Oui, ma foi, oui, je crois que c’est la bonne manière parce que, pour moi, il faut faire beaucoup de dessin avant d’essayer de faire des compositions. La base, c’est le dessin… j’ai développé mon genre de peinture. Les impressionnistes sont arrivés un peu plus tard. »
Vers la fin du XIXe, la palette des paysagistes québécois s’éclaircit, délaissant les influences européennes en même temps que l’utilisation du bitume et des vernis foncés tend à disparaître. Narcisse Poirier se situe dans cette évolution et c’est avec une touche texturée qui exploite les couleurs claires qu’il fixe les sujets abordés. Ses habitations représentées s’établissent sur une diagonale qui traverse le tableau. La plupart du temps, elles cèdent l’avant-plan à une activité humaine ou animale. Des vues intimes réalisées dans un programme de couleurs complémentaires font revivre sur la toile le parcours d’une vie, celle de Narcisse Poirier.

### Narcisse Poirier et la nature morte
En 1920-1921, Narcisse Poirier fréquente l’Académie Julian à Paris dans l’atelier de Jean-Pierre Laurens où il reçoit une formation inscrite dans une longue tradition héritée de la Renaissance. Il n’avait pas son pareil pour cette technique alors très en vogue.
Il suivait le processus qui transformait la surface monochrome en un tout multicolore. Discret, en compagnie de son compatriote et camarade Rodolphe Duguay, il poursuit une recherche déjà amorcée lors de ses études au Monument-National et à l’Art Association de Montréal. Cette formation académique n’est sans doute pas étrangère à sa maîtrise de la technique du dessin et à son intérêt pour la forme qu’il met si bien à profit dans ses natures mortes.
Narcisse Poirier a représenté des objets qu’il a ramenés de son séjour en Europe dont une belle collection de cuivres et étains qu’il a immortalisés dans la série Antiquité et fruits. En 1920, Poirier avait trente sept ans. Il savait qu’il n’avait plus de temps à perdre s’il voulait s’établir comme professionnel, s’appuyant sur l’affection et l’amour pour ce travail, il organisait donc huit expositions solo.
Il a également peint minutieusement dans des tons doux et chauds les vases de terre cuite et les paniers qu’il entassait dans son atelier. Selon son inspiration, il les a chargés de fleurs et de fruits. « Je n’ai pas voulu m’en tenir à la photographie, ni faire de l’impressionnisme. », disait Narcisse Poirier.
Son sens de la composition, aussi sûr que son talent d’illusionniste, lui ont permis de créer de somptueuses harmonies de formes, couleurs, textures-pensons à ces fruits qui vous mettent l’eau à la bouche- et de rendre avec le même bonheur les reflets du cuivre, de l’argent ou la transparence du cristal.
En effet, Poirier, en plus du don naturel de peindre les paysages les plus divers, possédait un talent particulier pour les natures mortes. À juste titre l’a-t-on surnommé le peintre aux natures mortes[réf. nécessaire].
Travailleur acharné, ce peintre doit à son énergie et à sa vaillance le succès qui l’accueille aujourd’hui. Il vivait à l’écart, presque solitaire, il travaillait sans cesse à améliorer son art, ce qui se reflète dans ses tableaux: on peut y voir son sens profond et sa délicatesse artistique. Ses tableaux racontent une époque disparue, et il en exprime tout le charme et toute la séduction.

## Œuvres
- 1922 : Le temps des sucres
- 1931 : Moulin Ancienne Lorette
- 1931 : Antiquité et fruits
- 1931 : Automne dans la montagne
- 1931 : Étude à Sainte Hippolyte
- 1946 : Vieille maison canadienne
- 1946 : Lac Rond, Sainte Adèle
- 1965 : Nature morte à la chandèle
- 1965 : Maison à l'Ile d'Orléans
- 1968 : Chaudron de prunes
- 1968 : Étude de framboises
- 1971 : Étude de pêche
- 1971 : Maison à Saint Urbain
- 1971 : Près du fleuve à Caughnawaga
- 1971 : Piédmont sous la neige
- 1971 : Petite grange
- 1971 : Moulin à l'île aux coudres